# Mejîricika, Radomîșl
Mejîricika (în ucraineană Межирічка) este o comună în raionul Radomîșl, regiunea Jîtomîr, Ucraina, formată numai din satul de reședință.

## Demografie
Componența lingvistică a comunei Mejîricika
     Ucraineană (99,27%)
     Alte limbi (0,73%)
Conform recensământului din 2001, majoritatea populației comunei Mejîricika era vorbitoare de ucraineană (99,27%), existând în minoritate și vorbitori de alte limbi.